# Chencai Shuiku
Chencai Shuiku (kinesiska: 陈蔡水库) är en reservoar i Kina. Den ligger i provinsen Zhejiang, i den östra delen av landet, omkring 77 kilometer söder om provinshuvudstaden Hangzhou. Chencai Shuiku ligger 82 meter över havet. Arean är 3,3 kvadratkilometer. I omgivningarna runt Chencai Shuiku växer i huvudsak blandskog. Den sträcker sig 4,4 kilometer i nord-sydlig riktning, och 2,7 kilometer i öst-västlig riktning.
Genomsnittlig årsnederbörd är 2 020 millimeter. Den regnigaste månaden är juni, med i genomsnitt 365 mm nederbörd, och den torraste är januari, med 79 mm nederbörd.